# Cantó de Givry-en-Argonne
El cantó de Givry-en-Argonne és un cantó francès del departament del Marne, situat al districte de Sainte-Menehould. Té 23 municipis i el cap és Givry-en-Argonne.

## Municipis
- Auve
- Belval-en-Argonne
- Les Charmontois
- Le Châtelier
- Le Chemin
- Contault
- Dampierre-le-Château
- Dommartin-Varimont
- Éclaires
- Épense
- Givry-en-Argonne
- Herpont
- La Neuville-aux-Bois
- Noirlieu
- Rapsécourt
- Remicourt
- Saint-Mard-sur-Auve
- Saint-Mard-sur-le-Mont
- Saint-Remy-sur-Bussy
- Sivry-Ante
- Somme-Yèvre
- Tilloy-et-Bellay
- Le Vieil-Dampierre

## Història
| Data d'elecció                           | Identitat             | Partit                                    | Qualitat |
| ---------------------------------------- | --------------------- | ----------------------------------------- | -------- |
| 1919-1940                                | Henri Patizel         | radical                                   |          |
| 1945-1951                                | Augustre Schwartzbrod | MRP                                       |          |
| 1951-1970                                | Jean Degraeve         | RPF, després RS, després UNR, després UDR |          |
| 1970-197.                                | Pierre Leduc          | CDP                                       |          |
| 197.-1988                                | André Boivin          | UDF-CDS                                   |          |
| 1988-2001                                | Luc de Guizelin       | Divers droite                             |          |
| 2001-                                    | Françoise Duchein     | Divers droite                             |          |
| les dades anteriors no són pas conegudes |                       |                                           |          |
|                                          |                       |                                           |          |

## Demografia
| A partir de 1990: Població sense dobles comptes |